# Alberto Lafuente
Alberto José María Lafuente Félez (Zaragoza, 1954-3 de agosto de 2016) fue un economista, catedrático y directivo público y empresarial español.

## Biografía
Licenciado en Ciencias Económicas y Empresariales y doctorado en Ciencias Económicas por la Universidad de Deusto, fue catedrático en la misma universidad, así como de Comercialización e Investigación de Mercados en la Universidad de Zaragoza.
A lo largo de su trayectoria profesional ocupó distintos puestos de responsabilidad en las administraciones públicas, coincidiendo con los mandatos de los presidentes Felipe González y José Luis Rodríguez Zapatero. Durante los años de gobierno de González fue director general del Instituto de la Pequeña y Mediana Empresa Industrial, secretario general de Energía y Recursos Minerales, así como subdirector general de Estudios y Promoción Industrial del Ministerio de Industria y Energía. En el mandato del presidente Zapatero fue nombrado en 2005 consejero-director general de Sistemas Técnicos de Loterías del Estado; en 2010 ocupó la presidencia de Correos y Telégrafos y en junio de 2011 fue designado por el consejo de ministros, presidente de la Comisión Nacional de la Energía (CNE).
También fue el responsable económico del Ayuntamiento de Zaragoza de 2004 a 2005 con el socialista Juan Alberto Belloch como alcalde de la ciudad, fundamentalmente para la gestión de la Exposición Internacional de 2008 y a principios de los años 1990 fue uno de los fundadores encargados de la creación de la Universidad Carlos III de Madrid. Coautor en distintas publicaciones colectivas sobre economía, fue autor de varios libros como Técnicas de investigación social en la administración pública (1984), Nuevas orientaciones de la política científica y tecnológica (2003) o Lobos capitalistas. Historias de éxito y locura (con Ramón Pueyo, 2011)
Además de ser miembro de los consejos de varias empresas públicas, lo fue igualmente de la dirección de distintos organismos internacionales como el Comité de Industria de la OCDE o la Organización Internacional de Energía Atómica, entre otros.